# Pania Verde
La Pania Verde è una montagna delle Alpi Apuane, situata in Toscana, con un'altitudine di 1.593 metri. Si trova nel Gruppo delle Panie, nel territorio comunale di Stazzema, Versilia (Provincia di Lucca), e costituisce una vetta di collegamento tra la Pania della Croce e il Monte Forato.

## Geografia
La Pania Verde si colloca lungo la dorsale che si estende dal Monte Forato verso la Pania della Croce, rappresentando un punto panoramico di transizione tra le vette principali delle Apuane centrali. La sua posizione la rende una cima privilegiata per l’osservazione del profilo apuano meridionale e della costa tirrenica.

## Caratteristiche morfologiche
La montagna si presenta come una lunga cresta erbosa con affioramenti rocciosi calcarei, particolarmente evidente nel tratto di cresta sud-est. Il versante occidentale digrada verso la valle del Serchio, mentre quello orientale precipita verso la conca carsica di Fociomboli.

## Flora e fauna
I pendii erbosi della Pania Verde ospitano diverse specie endemiche delle Apuane, tra cui l’Astrantia e l’Aquilegia di Bertoloni. La zona è spesso attraversata da branchi di mufloni e rappresenta un habitat significativo per la biodiversità apuana.

## Escursionismo
La Pania Verde è accessibile tramite vari sentieri:
- Da Foce di Mosceta (1180 m), per sentiero CAI 126 e successiva deviazione verso la cresta.
- Dalla zona di Piglionico, passando per la cresta che collega al Puntone di Mezzo al Prato e alla Pania Secca.

La vetta è anche attraversata da una traversata alpinistica detta Cresta Sud-Est integrale, che richiede buon allenamento e senso dell’orientamento.

## Vie alpinistiche
La parete orientale della Pania Verde presenta alcune interessanti vie di arrampicata, tra cui la Via dei Fagiani, salita su calcare compatto con difficoltà di III-IV grado UIAA.

## Punto panoramico
Dalla vetta, in giornate limpide, si osservano distintamente:
- le principali vette apuane (Pania della Croce, Pania Secca, Monte Forato);
- la costa tirrenica, l’arcipelago toscano e, in condizioni ottimali, anche la Corsica;
- l’Appennino settentrionale, in particolare l’area del Prato Spilla e del Cusna.[6]